# Mont Raiden
Le mont Raiden (雷電山, Raiden-yama) est un volcan andésitique du groupe volcanique Niseko à la limite entre Iwanai et Rankoshi en Hokkaidō au Japon. Culminant à une altitude de 1 211 m, le mont Raiden est un cône pyroclastique, composé pour l'essentiel de roche mafique non-alcaline.